# Зеленин, Сергей Викторович
Серге́й Викторович Зеле́нин (1 сентября 1975, Брянск) — российский футболист, полузащитник.

## Карьера
Профессиональную карьеру начал в апреле 1992 года в «Кубани», в составе которой дебютировал в Высшей лиге России, всего в том сезоне провёл 3 матча в чемпионате и 1 игру в Кубке России. Кроме того, сыграл в том году 1 встречу в составе клуба «Нива» Славянск-на-Кубани.
Сезон 1993 года провёл в составе клуба «Заря» Ленинск-Кузнецкий, за который сыграл 10 матчей и стал, вместе с командой, бронзовым призёром первенства в зоне «Восток».

## Достижения
«Заря»
- Бронзовый призёр зоны «Восток» Первой лиги России: 1993